# Brigitte Eustache
Pour les articles homonymes, voir Eustache.
Brigitte Eustache, née en 1959, est une coureuse de fond française spécialisée en course en montagne. Elle a remporté trois fois la Coupe internationale de la montagne et a gagné Sierre-Zinal en 1994.

## Biographie
Brigitte se révèle dans la discipline de course en montagne en 1992. Terminant troisième du cross du Mont-Blanc, elle décroche ensuite une excellente deuxième place à Sierre-Zinal derrière sa compatriote Odile Lévêque. Remportant plusieurs autres podiums, elle termine largement en tête du classement de la Coupe internationale de la montagne (CIME) devant sa compatriote Michèle Landais.
Encouragée par son titre, elle s'investit plus activement dans la CIME en 1993 et remporte notamment le Trophée du Six-Blanc. Le 8 août, elle prend un départ rapide à Sierre-Zinal, désireuse de remporter la victoire de la célèbre course. En tête à Ponchette, elle peine à maintenir son rythme soutenu et voit la Britannique Beverley Redfern lui prendre la tête. Elle termine finalement à la sixième place. Elle se maintient en tête du classement de la CIME et remporte son deuxième titre d'affilée,.
Elle s'engage à nouveau dans la CIME en 1994. Désireuse de briller à Sierre-Zinal, elle prend à nouveau un départ rapide et parvient à distancer ses adversaires. Menant la course en tête avec six minutes d'avance au premier ravitaillement, elle craque dans la descente finale. Voyant sa plus proche rivale Doris Oester combler son retard, Brigitte parvient péniblement jusqu'à la ligne d'arrivée qu'elle franchit la première avec seulement six secondes d'avance. Ayant dominé la saison de la CIME, elle décroche aisément son troisième titre avec plus de 100 points d'avance sur sa compatriote Françoise Guidini.

## Palmarès
| no   | féminin            | Course                 | Longueur | Départ         | Temps           |
| ---- | ------------------ | ---------------------- | -------- | -------------- | --------------- |
| 141e | Médaille de bronze | Cross du Mont-Blanc    | 22 km    | 5 juillet 1992 | 2 h 17 min 15 s |
|      | Médaille d'argent  | Sierre-Zinal           | 31 km    | 9 août 1992    | 3 h 25 min 6 s  |
|      | Médaille d'or      | Le Bélier              | 27 km    | 1992           | 2 h 19 min 8 s  |
| 83e  | Médaille d'argent  | Cross du Mont-Blanc    | 22 km    | 4 juillet 1993 | 2 h 13 min 23 s |
|      | 6e                 | Sierre-Zinal           | 31 km    | 8 août 1993    | 3 h 26 min 23 s |
|      | Médaille d'or      | Sierre-Zinal           | 31 km    | 14 août 1994   | 3 h 24 min 28 s |
|      | Médaille d'or      | Montée du Poupet       | 17,5 km  | 28 mai 1995    | 1 h 22 min 16 s |
|      | Médaille d'or      | Montée du Poupet       | 17,5 km  | 26 mai 1996    | 1 h 19 min 53 s |
|      | Médaille d'or      | Saint-Julien-Le Salève | 19 km    | 1996           | 1 h 31 min 27 s |
| 101e | Médaille d'argent  | Cross du Mont-Blanc    | 22 km    | 7 juillet 1996 | 2 h 14 min 0 s  |
|      | 4e                 | Sierre-Zinal           | 31 km    | 11 août 1996   | 3 h 27 min 27 s |
| 66e  | Médaille d'or      | Cross du Mont-Blanc    | 22 km    | 6 juillet 1997 | 2 h 8 min 56 s  |
|      | Médaille de bronze | Sierre-Zinal           | 31 km    | 10 août 1997   | 3 h 28 min 11 s |
|      | Médaille d'or      | Le Bélier              | 27 km    | 1997           | 2 h 17 min 16 s |
|      | 4e                 | Sierre-Zinal           | 31 km    | 9 août 1998    | 3 h 30 min 16 s |
|      | Médaille d'or      | Le Bélier              | 27 km    | 1999           | 2 h 16 min 53 s |